# Natuurbranden in Californië

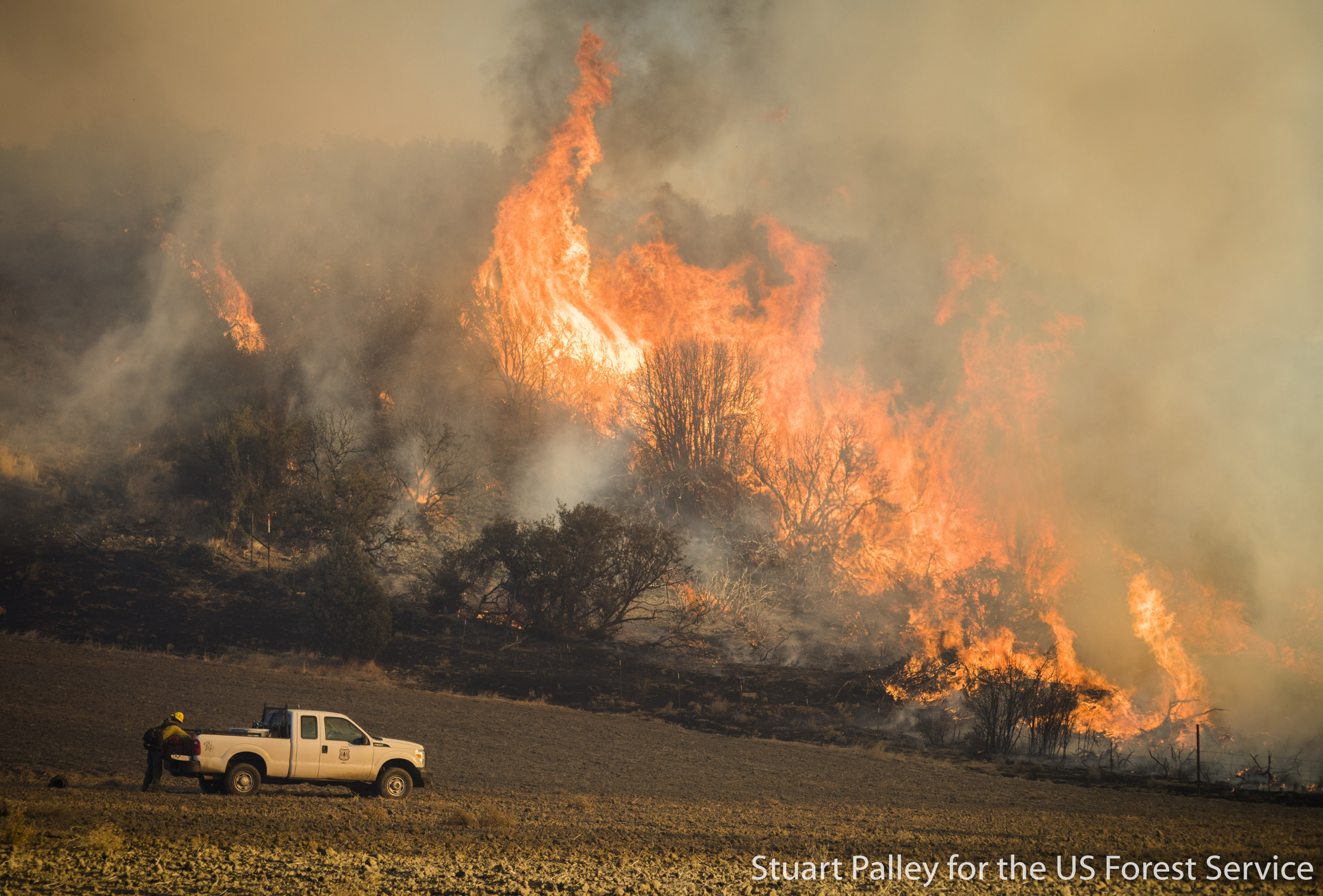
Het Thomas Fire, december 2017

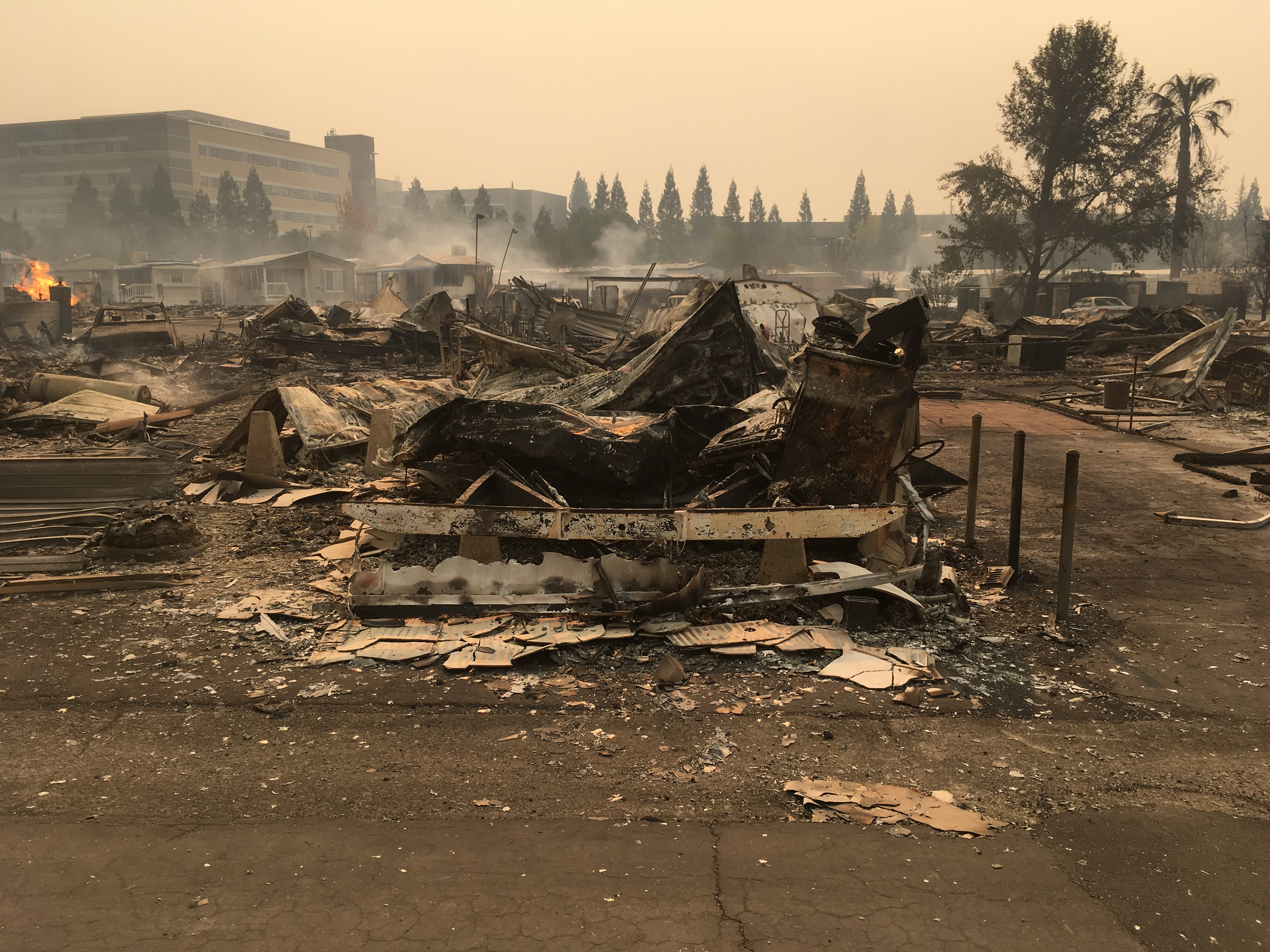
Schade door het Tubbs Fire, oktober 2017

Bosbranden in Californië zijn een regelmatig terugkerend verschijnsel.
De Amerikaanse staat Californië kent van de lente tot de late herfst een droog, winderig en meestal warm klimaat. Als er bij deze weersomstandigheden bosbranden ontstaan, ontwikkelen die zich snel tot grote branden die een verwoestend effect kunnen hebben.

## Achtergrond
De branden worden soms aangewakkerd door sterke, droge winden, bekend als Diablo-winden in  Noord-Californië en als Santa Ana-winden in Zuid-Californië. Bosbranden in Californië worden steeds gevaarlijker naarmate er meer bebouwing is in kwetsbare buitengebieden. Als gevolg van de klimaatverandering wordt de kans bovendien groter. Het kost belastingbetalers in de Verenigde Staten ongeveer 3 miljard dollar per jaar om bosbranden te bestrijden. Grote branden kunnen leiden tot miljarden dollars aan verlies van eigendom.
Sedert 1932 worden bosbranden in Californië nauwkeurig gerapporteerd bij het California Department of Forestry and Fire Protection (Cal Fire), dat ook lijsten opstelt met onder meer de 20 grootste branden en de 20 dodelijkste branden.

## Effect van klimaatverandering
Klimaatverandering heeft ervoor gezorgd dat de branden door de tijd heen heftiger zijn geworden, en verwacht wordt dat dit effect in de toekomst nog sterker gaat worden. In de periode 1972 tot 2018 is het jaarlijks afgebrande landoppervlak vervijfvoudigd, en dit is met name te herleiden naar een achtvoudige toename in zomerbrandoppervlak. Onderzoek wijst verder uit dat zomerse branden zo veel heftiger en groter kunnen worden doordat de zomerluchttemperatuur met 1,4 °C is gestegen. Deze warmere lucht kan meer vocht vasthouden en is daardoor relatief gezien ook veel droger geworden. Het jaarlijks verbrande oppervlak neemt bovendien exponentieel toe in relatie tot de temperatuurverandering. De kans dat er in de herfst veel droge brandstof voorhanden is, is eveneens groter geworden. Het brandseizoen is mede hierdoor over de laatste decennia met 75 dagen verlengd.
De wisselwerking tussen klimaatverandering en bosbranden vormt een continue lus, waarbij de klimaatverandering voornamelijk voortkomt uit de verhoogde hoeveelheid emissies in de atmosfeer, die bosbranden beïnvloedt, de emissies verhoogt en de effecten van klimaatverandering verder versterkt. Klimaatverandering vergroot de kans dat een brand ontstaat en zich verspreidt door een simpele vonk van verlichting of een elektrische storing, bijvoorbeeld als gevolg van toegenomen brandbaar materiaal en droogte.

## Grote branden

### Bosbranden (2007)
Op 21 oktober 2007 braken er diverse bosbranden in Zuid-Californië uit. Deze namen snel in aantal en hevigheid toe vanwege de met grote kracht waaiende woestijnwind Santa Ana, de zeer hoge temperaturen en de kurkdroge grond. Californië had namelijk tot dan toe in 2007 nog maar een vijfde van de normale hoeveelheid regen gekregen.

### Rim Fire (2013)
Op 17 augustus 2013 leidde een illegaal kampvuur in het Stanislaus National Forest tot een grote natuurbrand, de Rim Fire genoemd.

### Bosbranden (2018)

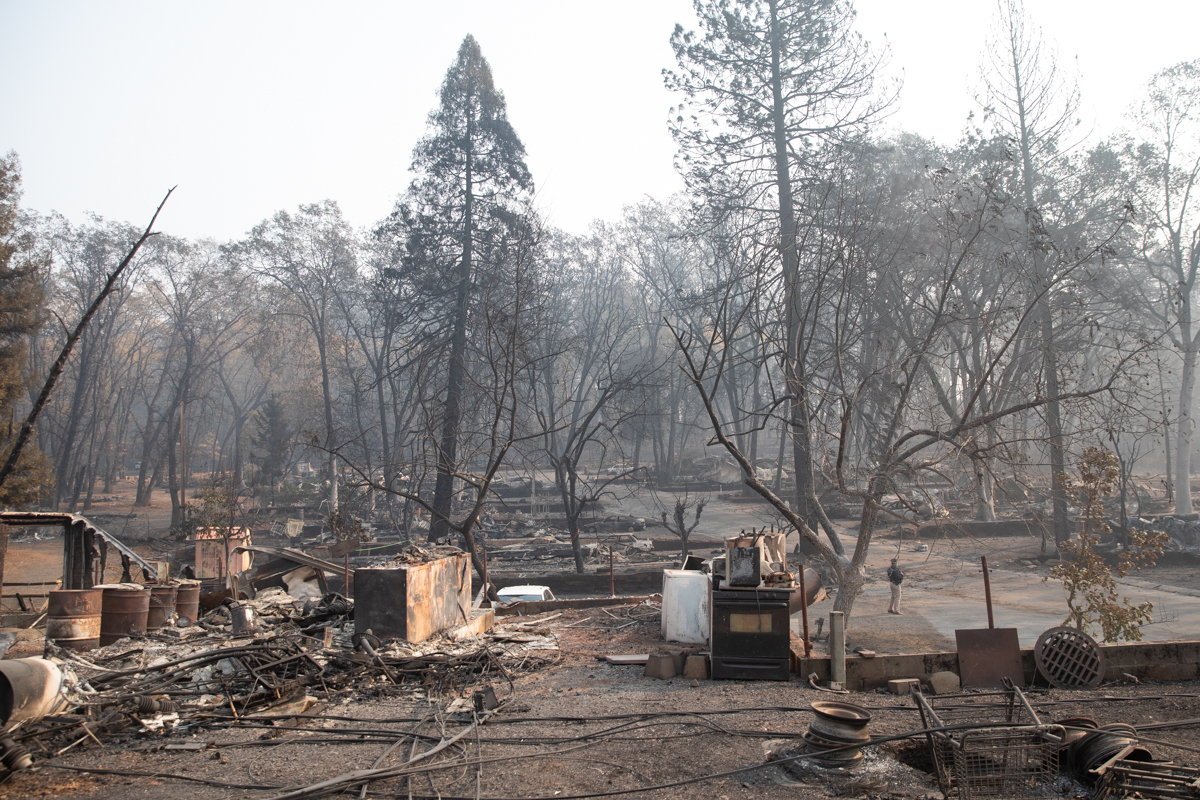
Schade door het Camp Fire

Het najaar van 2018 was het toneel van de tot nu toe omvangrijkste en dodelijkste branden, met onder meer Camp Fire. Het was met 85 doden de dodelijkste brand in de Verenigde Staten in honderd jaar.

### Bosbranden (2019)
Ook dat jaar teisterden tientallen verwoestende branden de regio.  Naar het seizoen 2019 was al met veel zorg uitgekeken: volgens schattingen woont een kwart van de bevolking immers in gebieden met een hoog brandrisico. Door overvloedige regenval was de ondergroei in bosgebieden sterk aangegroeid, wat bij latere uitdroging massa’s brandbaar materiaal oplevert. Evacuatieoefeningen wezen op ernstige flessenhalzen, en door het warmere, drogere klimaat waren meer en meer bomen door insectenaanvallen verzwakt. Nieuw voor het seizoen was dat de elektriciteitsmaatschappij PG&E besloot in bepaalde gebieden het net ‘’preventief’’ af te sluiten wegens het brandgevaar van vallende kabels. Daardoor kwamen honderdduizenden gezinnen dagenlang zonder stroom te zitten. Opnieuw waren massale evacuaties nodig. Californiës gouverneur Gavin Newsom riep op 27 oktober 2019 de noodtoestand uit.

### Bosbranden (2020-2025)
Creek Fire was een grote natuurbrand die begon op 4 september 2020, in de buurt van Shaver Lake, Californië. De brand verwoestte 379.895 acres (153.738 ha), voornamelijk in het Sierra National Forest, en was pas op 24 december 2020 helemaal onder controle. Het was de op vier na grootste natuurbrand in de moderne geschiedenis van Californië, en de op een na grootste afzonderlijke brand. Honderden bewoners moesten geëvacueerd worden door helikopters van de National Guard.
De “augustusbranden” (August Complex) van 2020 waren een reeks gekoppelde natuurbranden doorheen het kustgebergte van Noord-Californië, in de counties Glenn, Lake, Mendocino, Tehama, Trinity en Shasta. Het inferno groeide vanuit 38 afzonderlijke branden die op 16-17 augustus 2020 door blikseminslag ontstonden. Vier van de grootste branden kwamen op 30 augustus samen. Op 9 september overtrof de Doe Fire, de belangrijkste brand in de reeks, het “Mendocino Complex” van 2018. Daarmee werd het zowel de grootste natuurbrand als het grootste brandcomplex in de geregistreerde geschiedenis van Californië.
Andere grote branden in 2020, met telkens meer dan 150.000 ha verwoest, waren SCU Lightning Complex in de Diablo Range bergketen (augustus-september), LNU Lightning Complex in Wine Country (augustus-oktober) en North Complex in Plumas en Butte counties (augustus-december).
Bovenaan de reeks branden van 2021 stond Dixie Fire in de counties Butte, Plumas, Lassen, Shasta en Tehama (juli-oktober). Het was de grootste afzonderlijke brand, die bovendien grote schade aanrichtte in enkele kleine plaatsen, waaronder Greenville op 4 augustus, Canyondam op 5 augustus, en Warner Valley op 12 augustus.
Bij natuurbranden die uitbraken in januari 2025 vielen tientallen doden en werden duizenden gebouwen verwoest.